# Ванель, Шарль
Шарль Ванель (фр. Charles-Marie Vanel; 1892—1989) — французский актёр и режиссёр.

## Биография
В 1904 г. вместе с семьёй переехал в Париж, где его родители держали магазин. Будучи подростком, сменил множество учебных заведений, из которых его исключали. Хотел служить на флоте, но помешало плохое зрение. В 1908 г. дебютировал на парижской сцене в «Гамлете», в 1910 г. — в кино («Джим Кроу», к/м, реж. Робер Пеги).
Наиболее известные роли — в фильмах Анри-Жоржа Клузо («Плата за страх», «Дьяволицы») и Альфреда Хичкока («Поймать вора»).

## Избранная фильмография

### Актёр
- 1919 — Очаг/ L'âtre
- 1929 — В ночи / Dans la nuit — рабочий
- 1932 — Дело закрыто / Affaire classée — торговец
- 1934 — Отверженные / Les Misérables — инспектор Жавер
- 1934 — Большая игра / Le Grand Jeu — месье Клеман
- 1936 — Славная компания / La Belle Équipe — Шарль Бийо-ди-Шарло
- 1936 — Дикая бригада / La Brigade sauvage — генерал Калитьев
- 1953 — Плата за страх / Le Salaire de la peur — Джо
- 1954 — Дьяволицы / Les Diaboliques — Альфред Фише
- 1955 — Поймать вора / To Catch a Thief — Бертани
- 1956 — Смерть в этом саду / La Mort en ce jardin — Кастен
- 1960 — Истина / La Vérité — мэтр Герен
- 1962 — Степь / la Steppa — отец Христофор
- 1963 — Старший Фершо / L’Aîné des Ferchaux — Дьёдонне Фершо
- 1963 — Король без развлечений / Un roi sans divertissement — прокурор
- 1975 — Семь смертей по рецепту / Sept morts sur ordonnance — профессор Брезе
- 1976 — Сиятельные трупы / Cadaveri eccellenti — прокурор Варга
- 1976 — Возвращение бумеранга / Comme un boomerang — Жан Ритте
- 1977 — Алиса, или Последний побег / Alice ou la Dernière Fugue — Анри Вержен
- 1981 — Три брата / Tre fratelli — Донато Джуранна

### Режиссёр
- 1929 — В ночи / Dans la nuit
- 1932 — Дело закрыто / Affaire classée